# تراو ماد
تراو ماد Traou Mad هو طعام فرنسي أُنتج في بونت آفين، بروتانية.
وهو كعكة زبدة كاملة الدسم تقدم على الإفطار. تراو ماد ( في قواعد الكتابة peurunvan ) تعني الأشياء الجيدة في اللغة البريتانية. وتعد تراو ماد علامة تجارية مسجلة.

## انظر ايضاً
- مخبوز هش

## روابط إضافية
Traou Mad history باللغة الإنجليزية